# Lijst van voetbalinterlands Bulgarije - Litouwen
Deze lijst van voetbalinterlands is een overzicht van alle officiële voetbalwedstrijden tussen de nationale teams van Bulgarije en Litouwen. De landen hebben tot op heden vijf keer tegen elkaar gespeeld. De eerste ontmoeting, een vriendschappelijke wedstrijd, werd gespeeld in Sofia op 20 augustus 2003. Het laatste duel, een kwalificatiewedstrijd voor het Europees kampioenschap voetbal 2024, vond plaats op 14 oktober 2023 in de Bulgaarse hoofdstad.

## Wedstrijden
| № | Plaats  | Datum            | Competitie           | Wedstrijd            | Uitslag |
| - | ------- | ---------------- | -------------------- | -------------------- | ------- |
| 1 | Sofia   | 20 augustus 2003 | Vriendschappelijk    | Bulgarije − Litouwen | 3 − 0   |
| 2 | Sofia   | 5 september 2021 | WK 2022 kwalificatie | Bulgarije − Litouwen | 1 − 0   |
| 3 | Vilnius | 9 oktober 2021   | WK 2022 kwalificatie | Litouwen − Bulgarije | 3 − 1   |
| 4 | Kaunas  | 17 juni 2023     | EK 2024 kwalificatie | Litouwen − Bulgarije | 1 − 1   |
| 5 | Sofia   | 14 oktober 2023  | EK 2024 kwalificatie | Bulgarije − Litouwen | 0 − 2   |

## Samenvatting
| Competitie        | Totaal gespeeld | Winst Bulgarije | Gelijk | Winst Litouwen | Doelsaldo Bulgarije – Litouwen |
| ----------------- | --------------- | --------------- | ------ | -------------- | ------------------------------ |
| WK-kwalificatie   | 2               | 1               | 0      | 1              | 2 − 3                          |
| EK-kwalificatie   | 2               | 0               | 1      | 1              | 1 − 3                          |
| Vriendschappelijk | 1               | 1               | 0      | 0              | 3 − 0                          |
| Totaal            | 5               | 2               | 1      | 2              | 6 − 6                          |

Wedstrijden bepaald door strafschoppen worden, in lijn met de FIFA, als een gelijkspel gerekend.